# Montoro
Montoro település Spanyolországban, Córdoba tartományban. Montoro Adamuz, Cardeña, Andújar, Marmolejo, Lopera, Villa del Río, Bujalance és Pedro Abad községekkel határos. Lakosainak száma 9049 fő (2024).

## Népesség
A település népessége az elmúlt években az alábbi módon változott:
| Lakosok száma | 9445 | 9491 | 9690 | 9917 | 9920 | 9744 | 9635 | 9364 | 9231 | 9049 |
|               | 2001 | 2004 | 2006 | 2009 | 2011 | 2014 | 2016 | 2019 | 2021 | 2024 |